# ناگاساکی کونچی
ناگاساکی کونچی (انگلیسی: Nagasaki Kunchi) جشنی است که از روز هفتم تا نهم اکتبر در معبد شینتویی، معبد سووا (ناگاساکی) در شهر ناگاساکی (بندر) برگزار می‌شود. این جشنواره یکی از ۳۰ جشن بزرگ منطقه کیوشو است. در زمان‌های قدیم در روز نهم سپتامبر برگزار می‌شد، به همین سبب مردم محلی این جشن را «کونچی» می‌گویند که در اصل «کونیچی» به معنی روز نهم است و برای سهولت به صورت کونچی درآمده است. البته تاریخ ذکر شده با تقویم قمری قدیم در ژاپن مطابقت دارد و این تاریخ در تقویم فعلی ژاپن نهم اکتبر می‌شود. این مراسم به عنوان جشن برداشت محصول پاییز (برداشت) در اواخر قرن شانزدهم آغاز شد و هنگامی که معبد سووا (ناگاساکی) در سال ۱۶۴۲ تأسیس شد، به یک جشن مقدس تبدیل شد. هدف دیگر برگزاری این جشن بررسی مسیحیان پنهان پس از تحریم مسیحیت بود. این امر امروزه در رسم «نمایش باغ» (庭 見 せ، نیوامیسه) مشهود است، هنگامی که مردم خانه‌های خود را برای بررسی عمومی باز می‌کنند. یکی از مشهورترین اجراهای جشنواره، رقص اژدها است که در اصل در شب سال نو توسط ساکنان چینی ناگاساکی اجرا می‌شده‌است. تمرینات این جشنواره از ۱ ژوئن آغاز می‌شود.

## تاریخچه
جشنواره کونچی از دوره ادو در ژاپن شروع شده‌است. در این دوره که شوگون‌سالاری توکوگاوا حاکم بود، دروازه‌های ژاپن بر روی دنیا بسته بود و فقط کشور چین و هلند از طریق جزیره محدودی از ناگاساکی به نام دجیما با ژاپن ارتباط بازرگانی داشتند. چند نفر از بازرگانان هلندی محصور در جزیره کوچک دجیما و بعضی از چینی‌های ساکن ناگاساکی و ندرتاً مأموران اعزامی از کشور کره تنها واسطه ژاپن با جهان خارج بودند. در مراسم کونچی عده قلیلی از چینی‌ها و هلندی‌ها نیز شرکت می‌کردند.

## اجرا
این مراسم نوعی جشنواره کشت‌کاری است و به خاطر رقص اژدهایی که طرح چینی دارد، مشهور است. ارابه‌هایی که یادآور کشتی‌های تجاری دوره ادو هستند و ماهی‌هایی که از دهانشان آب فوران می‌کند و نمادهای دیگر در سراسر شهر رژه می‌روند. امروزه اگر چه مراسم کونچی تفاوت‌هایی با قدیم دارد ولی سبک چینی خود را حفظ کرده‌است.